# Verderel-lès-Sauqueuse
Verderel-lès-Sauqueuse è un comune francese di 770 abitanti situato nel dipartimento dell'Oise della regione dell'Alta Francia.

## Società

### Evoluzione demografica
Abitanti censiti